# Lídia Santacreu i Ferrà
Lídia Santacreu i Ferrà (Benissa, Marina Alta, 4 de març de 1998) és una poetessa valenciana.
Filla de Joan Lluís Santacreu i Escoda i Maria Teresa Ferrà i Jordà, va cursar els estudis de primària i secundària al C.P. Pare Melchor i a l'IES Josep Iborra, respectivament. Va fer el 1r curs del Grau d'Informació i Documentació a la Universitat de Barcelona, i posteriorment va continuar els seus estudis a la Universitat de València. El grup musical Obrint Pas, els escriptors Estellés, Àngel Crespo i Bernat Capó, entre d'altres, són les fonts de la seua inspiració. Pertany a un grup anomenat Les 9 muses, format  per tres poetesses i sis dibuixants.

## Obra
- Nits d'insomni, VV.AA. Editorial Bromera, 2015
- Metamorfosi de l'amor, RIURAU Editors, 2016.
- Vosaltres, VV.AA. Editorial Bromera 2017
- Simfonia del Temps. Ed. La Imprenta 2021.[4]

## Premis i reconeixements
La seua obra poètica ha estat premiada en diversos concursos:
- 2n premi de poesia, Concurs Literari Ciutat de Carcaixent (2015), amb Reinventem el vol.[4]
- 1r premi de poesia, Concurs Literari Ciutat de Carcaixent (2016), amb Senzilleses, para't a veure-les.[4]
- 2n premi de Vila-real del Casal Popular (2017)[5]